# Пацано ди Сопра (Модена)
Пацано ди Сопра је насеље у Италији у округу Модена, региону Емилија-Ромања.
Према процени из 2011. у насељу је живело 66 становника. Насеље се налази на надморској висини од 510 м.